# Okataina (sopka)

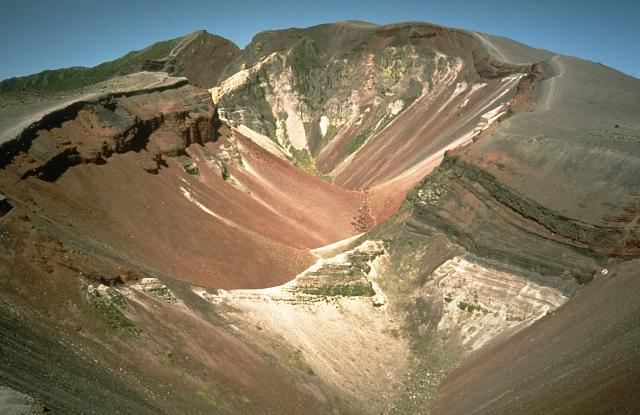
Pohled na sopku

Okataina je vulkanický komplex, nacházející se na Severním ostrově Nového Zélandu. Komplex je tvořen několika lávovými dómy převážně ryolitového složení, které jsou rozděleny do dvou větších skupin: skupina Haroharo, nacházející se v rámci pleistocenní kaldeře Haroharo na severním okraji komplexu a Tarawera na jižním okraji komplexu. Kaldera Haroharo se vytvořila ve více fázích v období před 300000 až 50000 lety, skupina dómů v oblasti Tarawera je mladší. Její vznik se datuje na 17000 let př. Kr. a poslední dóm vznikl přibližně v roce 800 př. Kr. Komplex byl v nedávné minulosti poměrně aktivní, jen v 20. století bylo zaznamenáno více než 15 menších freatických erupcí, poslední začátkem roku 1973. 